# Sigrid Beckman
Sigrid Katarina Beckman, född Karlsson den 18 juni 1899 i Råda, Värmlands län, död den 13 juli 1989 i Stockholm, var en svensk jurist. Hon var gift med Nils Beckman samt mor till Sven Beckman och Lars K. Beckman.
Sigrid Beckman avlade studentexamen i Stockholm 1920 och juris kandidatexamen vid Stockholms högskola 1924. Hon genomförde tingstjänstgöring 1925–1926, var anställd i
advokatbyrå 1926–1930 och bedrev egen advokatverksamhet i Stockholm 1930–1978. Sigrid Beckman blev ledamot av Sveriges Advokatsamfund 1930. Hon publicerade Behövs ändringar i gällande regler om  äkta makars förmögenhetsförhållanden (1954), Arv – testamente – boutredning (1960, 8:e upplagan 1978) och Äktenskap (1962).